# Matthew Porretta
Matthew Charles Porretta (* 29. Mai 1965 in Darien, Connecticut) ist ein US-amerikanischer Schauspieler.

## Leben
Porretta studierte an der Manhattan School of Music. Anfang der 1990er Jahre war er in zehn Folgen der Serie Beverly Hills, 90210 zu sehen sowie 1993 in der Rolle des Will Scarlet O’Hara in dem Film Robin Hood – Helden in Strumpfhosen von Mel Brooks. Ab 1996 spielte er in der auf TNT ausgestrahlten Serie The New Adventures of Robin Hood in 27 Folgen die Rolle des Robin Hood.
Für das Videospiel Alan Wake aus dem Jahr 2010 sprach er die Hauptrolle, ebenso wie in dessen Fortsetzung Alan Wake II. Im 2019 erschienenen Videospiel Control, das ebenfalls von Remedy Entertainment entwickelt wurde, spielt er die Rolle des Dr. Casper Darling.

## Filmografie
- 1993: Class of ’96 (Fernsehserie, Folge 1x03)
- 1993: South Beach (Fernsehserie, Folge 1x05)
- 1993: Robin Hood – Helden in Strumpfhosen (Robin Hood: Men in Tights)
- 1993: Beverly Hills, 90210 (Fernsehserie, 10 Folgen)
- 1995: Dracula – Tot aber glücklich (Dracula: Dead and Loving It)
- 1996: Überflieger (Wings, Fernsehserie, Folge 7x16)
- 1997: Robin Hood (The New Adventures of Robin Hood, Fernsehserie, 27 Folgen)
- 1999: Mörderische Küsse (Kate's Addiction)
- 2000: Code Name: Eternity – Gefahr aus dem All (Code Name: Eternity, Fernsehserie, Folge 1x09)
- 2000: Desperate But Not Serious
- 2003: Dream Warrior
- 2004: Without a Trace – Spurlos verschwunden (Without a Trace, Fernsehserie, Folge 2x19)
- 2005: CSI: NY (Fernsehserie, Folge 1x16)
- 2010: Die Ideen-Meister (Imagination Movers, Fernsehserie, Folge 2x25)
- 2011: Blue Bloods – Crime Scene New York (Blue Bloods, Fernsehserie, Folge 2x07)
- 2014: Unforgettable (Fernsehserie, Folge 3x08)
- 2014: Good Wife (The Good Wife, Fernsehserie, Folge 6x09)
- 2015: Deadbeat (Fernsehserie, 5 Folgen)
- 2015–2016: I Love You… But I Lied (Fernsehserie, 2 Folgen)
- 2016: Wolves
- 2019: The Blacklist (Fernsehserie, Folge 6x07)